# 알렉산더 칼라일

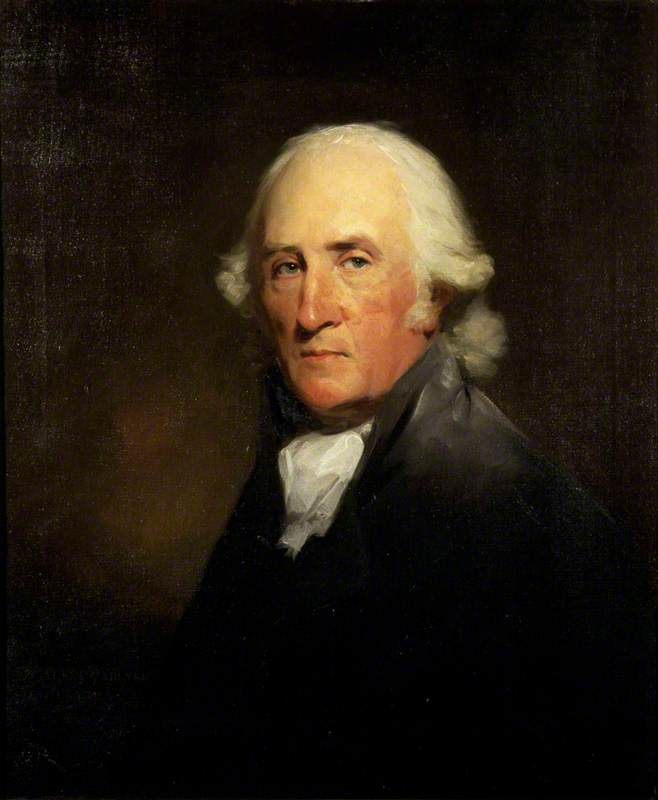
알렉산더 칼라일 초상화

알렉산더 칼라일(Alexander Carlyle, 1722년 1월 26일 ~ 1805년 8월 28일)은 스코틀랜드 교회 목회자이자 자서전 작가이다.
그의 자서전은 힐 버튼에 의해 편집되어 1860년에 출판되었다. 그의 작품은 스코틀랜드의 삶과 사회와 교회를 흥미롭게 묘사하는 데에 기여하였다. 1783년 11월에 에든버러 왕립 협회를 설립하였다.
1770년에 스코틀랜드 교회의 총회에서 주임목사로 사역하였다.

## 같이 보기
- 윌리엄 로버트슨
- 존 홈
- 휴 블레어
- 애덤 스미스